# Emesis fatimella
Emesis fatimella är en fjärilsart som beskrevs av John Obadiah Westwood 1851. Emesis fatimella ingår i släktet Emesis och familjen Riodinidae. Inga underarter finns listade i Catalogue of Life.

## Bildgalleri

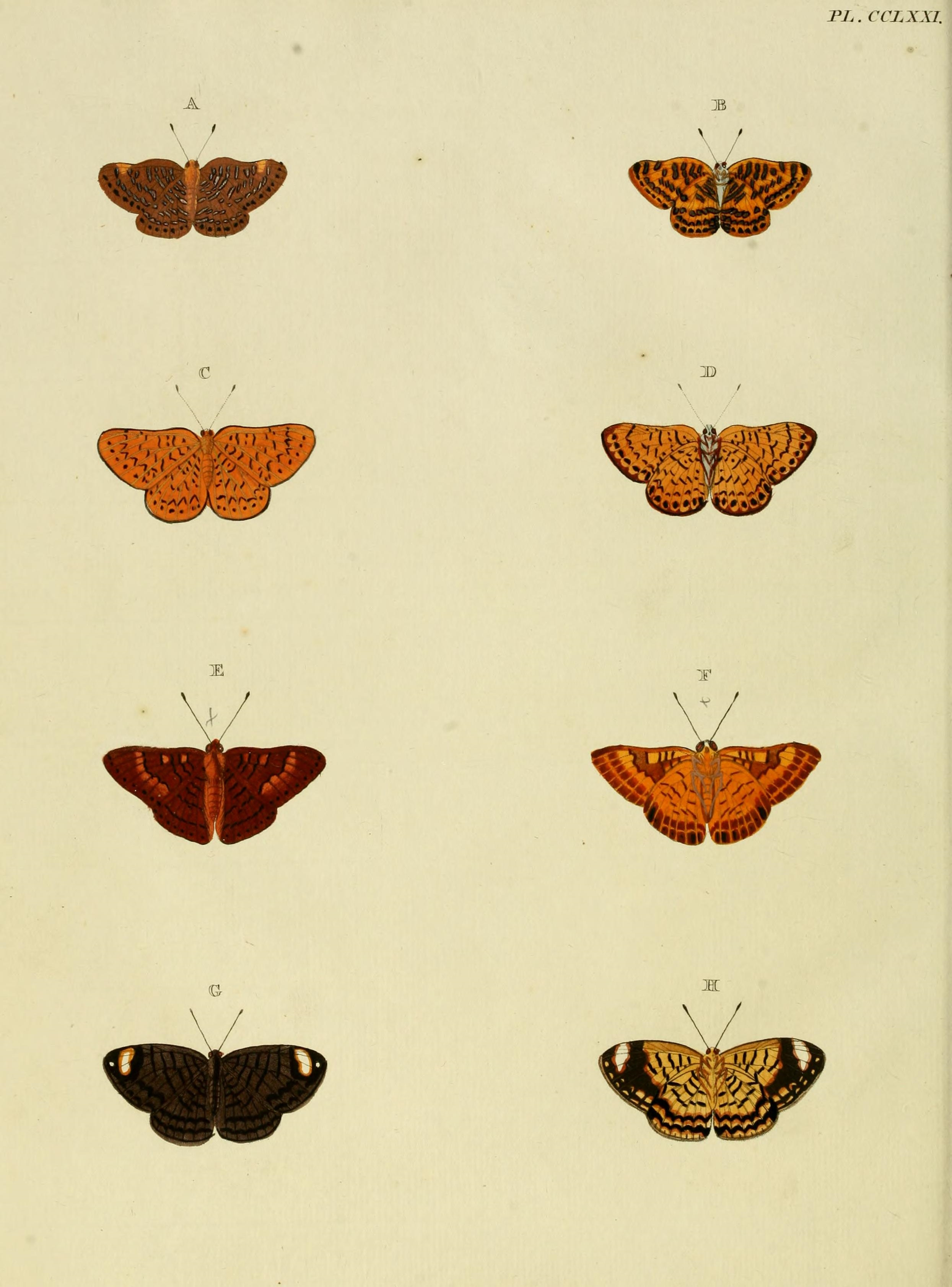